# StTE VT 01
Der  Triebwagen StTE VT 01 war ein Fahrzeug der Stendal-Tangermünder Eisenbahn-Gesellschaft.
Er wurde als Schlepptriebwagen für den Betrieb auf der Kleinbahn beschafft, um nach der Weltwirtschaftskrise den Betrieb auf dieser Linie zu rationalisieren. Er war zu seiner Bauzeit ein viel beachtetes und auf zahlreichen Werbeplakaten dargestelltes Fahrzeug. Der Triebwagen wurde 1949 von der Deutschen Reichsbahn als VT 137 552 übernommen und wurde nach einem Unfall 1965 ausgemustert.

## Geschichte
Nachdem zahlreiche kleinere Eisenbahngesellschaften in Deutschland mit dem Betrieb von Triebwagen gute Erfahrungen gemacht hatten, wollte die Stendal-Tangermünder Eisenbahn-Gesellschaft den Güterverkehr vom Personenverkehr trennen. Kurz vor der Bestellung des Triebwagens wurden alljährlich mehr als 300.000 Personen und 320.000 Tonnen Güter befördert.
Daher entstand für die Privatbahn bei der Waggonfabrik Wismar ein Fahrzeug, das von seinem Design stark an die fünf Jahre früher erschienenen Fahrzeuge der Baureihe DR 853 … 871 erinnerte. Bei der Antriebsanlage griff der Waggonbau Wismar auf die Kooperationspartner Humboldt-Deutz für den Dieselmotor und BBC Mannheim für die elektrische Ausrüstung zurück.
Das entwickelte Fahrzeug besaß eine Dienstmasse von 30 t und war in der Lage, 150 t Anhängelast mit einer Geschwindigkeit von 50 km/h zu befördern. Für den Personenverkehr wurden zwei ältere Personenwagen aus dem Jahr 1910 als Beiwagen umgebaut. Ende 1932 wurde das Fahrzeug bei Vorführfahrten der Gesellschaft gezeigt, offiziell übergeben wurde er am 4. Januar 1933. Mit dem neuen Triebwagen schaffte die Stendal-Tangermünder Eisenbahn-Gesellschaft eine bedeutende Erhöhung ihrer Transportleistungen. Waren diese mit Beginn der Weltwirtschaftskrise stark zurückgegangen, wurde Mitte der 1930er Jahre langsam das Niveau der Zeit zehn Jahre vorher wieder erreicht.
Der Triebwagen wurde 1949 von der Deutschen Reichsbahn übernommen und als VT 137 552 bezeichnet. Beheimatet war er ständig in Stendal. 1958 war das Fahrzeug in einen Unfall verwickelt und wurde am 2. Juli 1958 abgestellt. 1965 wurde der Triebwagen dann ausgemustert. Die Verschrottungsdaten liegen nicht vor. In der Literatur ist ein Foto von dem Fahrzeug vorhanden.

## Technische Beschreibung
Gegenüber den zehn Jahre früher bei der Waggonfabrik Wismar entstandenen DR 853 … 871 fiel die Dienstmasse etwa acht Tonnen leichter aus, er wurde nach den Grundzügen der Leichtbauweise hergestellt. Dennoch wird das Fahrzeug in der Literatur als schwer bezeichnet. Bei einer Gesamtdienstmasse von 30 t entfielen 3,3 t auf den Dieselmotor und seine Anlage, die elektrische Ausrüstung beanspruchte 4,2 t. Im Maschinendrehgestell waren Dieselmotor und Generator platziert, im Triebdrehgestell die beiden Fahrmotoren des Fahrzeuges.
Der Humboldt-Deutz-Dieselmotor leistete 160 PS bei 1.100/min. Kurzzeitig konnte seine Leistung auf 180 PS bei gleicher Drehzahl gesteigert werden. Gesteuert wurde er über 16 Fahrstufen, bis zu einer Leistung von 110 PS arbeitete er mit 800/min, bis 140 PS mit 950/min und darüber hinaus mit 1.100/min. Der Hauptgenerator, eine Gleichstrommaschine, sowie die andere elektrische Ausrüstung, bestehend aus Hilfsgenerator und den beiden Fahrmotoren, war von BBC hergestellt. Der Hauptgenerator war als eigenbelüftetes Bauteil ausgeführt und wog 1.445 kg. Die gleichfalls eigenbelüfteten Fahrmotoren wogen je 930 kg einschließlich des Zahnritzels sowie der Zahnradkästen und waren als Tatzlager-Antrieb ausgeführt. Vorbild waren Straßenbahnkonstruktionen der damaligen Zeit. Bei einem Radstand im Drehgestell von 3.500 mm war genügend Platz zur Aufnahme der Widerlager der Fahrmotoren und zu deren Wartung vorhanden.